# Hechticythere
Hechticythere is een geslacht van uitgestorven kreeftachtigen uit de klasse van de Ostracoda (mosselkreeftjes).

## Soorten
- Hechticythere (Reticythere) bireticulata (Malz, 1958) Gruendel, 1978 †
- Hechticythere (Reticythere) entremontensis (Donze, 1973) Gruendel, 1978 †
- Hechticythere (Reticythere) fusca (Bielecka, Blaszyk & Styk, 1976) Gruendel, 1978 †
- Hechticythere (Reticythere) juettneri (Pokorny, 1973) Gruendel, 1978 †
- Hechticythere (Reticythere) sigmoidea (Steghaus, 1951) Gruendel, 1978 †
- Hechticythere alexanderi (Howe & Laurencich, 1958) Babinot et al., 1985 †
- Hechticythere brandenburgensis (Dreyer, 1968) Gruendel, 1974 †
- Hechticythere cancellata (Grosdidier, 1964) Gruendel, 1974 †
- Hechticythere croutesensis (Damotte & Grosdidier, 1963) Gruendel, 1974 †
- Hechticythere derooi (Oertli, 1958) Gruendel, 1974 †
- Hechticythere hechti (Triebel, 1938) Gruendel, 1974 †
- Hechticythere intermedia (Kaye, 1963) Gruendel, 1974 †
- Hechticythere longa (Gruendel, 1964) Gruendel, 1974 †
- Hechticythere muetzelensis (Dreyer, 1968) Gruendel, 1974 †
- Hechticythere palavensis (Pokorny, 1973) Gruendel, 1978 †
- Hechticythere pumila (Grosdidier, 1964) Gruendel, 1974 †
- Hechticythere ribeiraensis Damotte, 1980 †
- Hechticythere sarstedtensis (Kemper, 1971) Gruendel, 1974 †
- Hechticythere speetonensis (Kaye, 1963) Gruendel, 1974 †